# جيمس واشنطن
جيمس واشنطن (بالإنجليزية: James Washington) هو لاعب كرة قدم أمريكية أمريكي، ولد في 10 يناير 1965 في لوس أنجلوس في الولايات المتحدة.

## وصلات خارجية
- جيمس واشنطن على موقع مرجع كرة القدم المحترفة.كوم (الإنجليزية)